# Cadillac Escalade IQ
Der Cadillac Escalade IQ ist die erste batterieelektrische Version des Sport Utility Vehicle Cadillac Escalade von General Motors.
Das Fahrzeug wurde im Mai 2023 angekündigt. Einzelheiten wurden bei einer Presseveranstaltung in New York City am 9. August 2023 bekannt gegeben. Die Produktion des Escalade IQ für das Modelljahr 2025 begann Ende 2024 bei Detroit/Hamtramck Assembly. Eine Variante mit verlängertem Radstand, bekannt als Escalade IQL, kam 2025 auf den Markt und soll dem Escalade ESV entsprechen. GM hatte die Namen „Escalade IQ“ und „Escalade IQL“ bereits 2021 als Markenzeichen eingetragen. Der Escalade IQ/IQL ist der erste elektrische Cadillac, der ein bestehendes Modell mit Verbrennungsmotor ersetzen soll.
Der Escalade IQ basiert auf der Ultium-Technologie von GM und hat dieselben Batterien, Motoren und andere Komponenten wie der GMC Hummer EV, der Chevrolet Silverado EV und der Cruise Origin. Die Batterie mit 24 Modulen verfügt über eine Speicherkapazität von über 200 kWh, was ihr eine geschätzte Reichweite von 720 km verleiht. Die Spitzenladeleistung beträgt 350 kW bei Verwendung einer 800-V-Gleichstromquelle. Es gibt ein integriertes AC-Ladegerät mit einer maximalen Eingangsleistung von 19,2 kW.

Bei der Markteinführung wird der Escalade IQ mit Doppelmotor und Allradantrieb mit zwei Leistungsmodi ausgestattet sein: Der Standardleistungsmodus erreicht ein kombiniertes Drehmoment von 510 kW (690 PS) und 834 N⋅m, während „Velocity Max“ die Leistung auf 560 kW (760 PS) und 1064 Nm Drehmoment erhöht. Die Hinterräder sind mit dem Lenkrad verbunden und drehen sich (bei niedriger Geschwindigkeit) um bis zu 10 Grad in die entgegengesetzte Richtung. oder in die gleiche Richtung wie die Vorderräder (bei Autobahngeschwindigkeiten) und ermöglicht eine diagonale Fahrt ähnlich dem „Krebsgang“-Modus des Hummer EV.

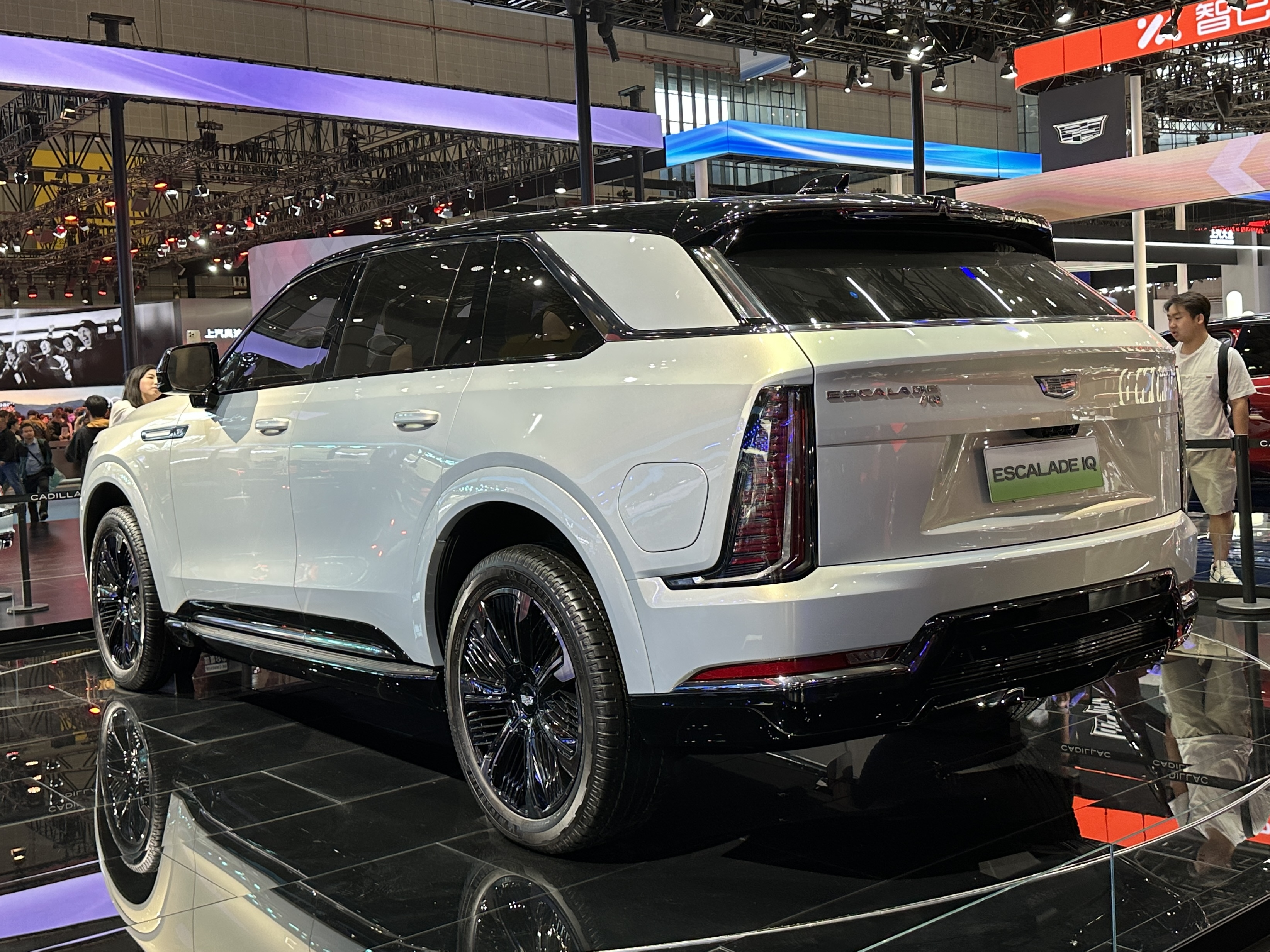
Rückansicht
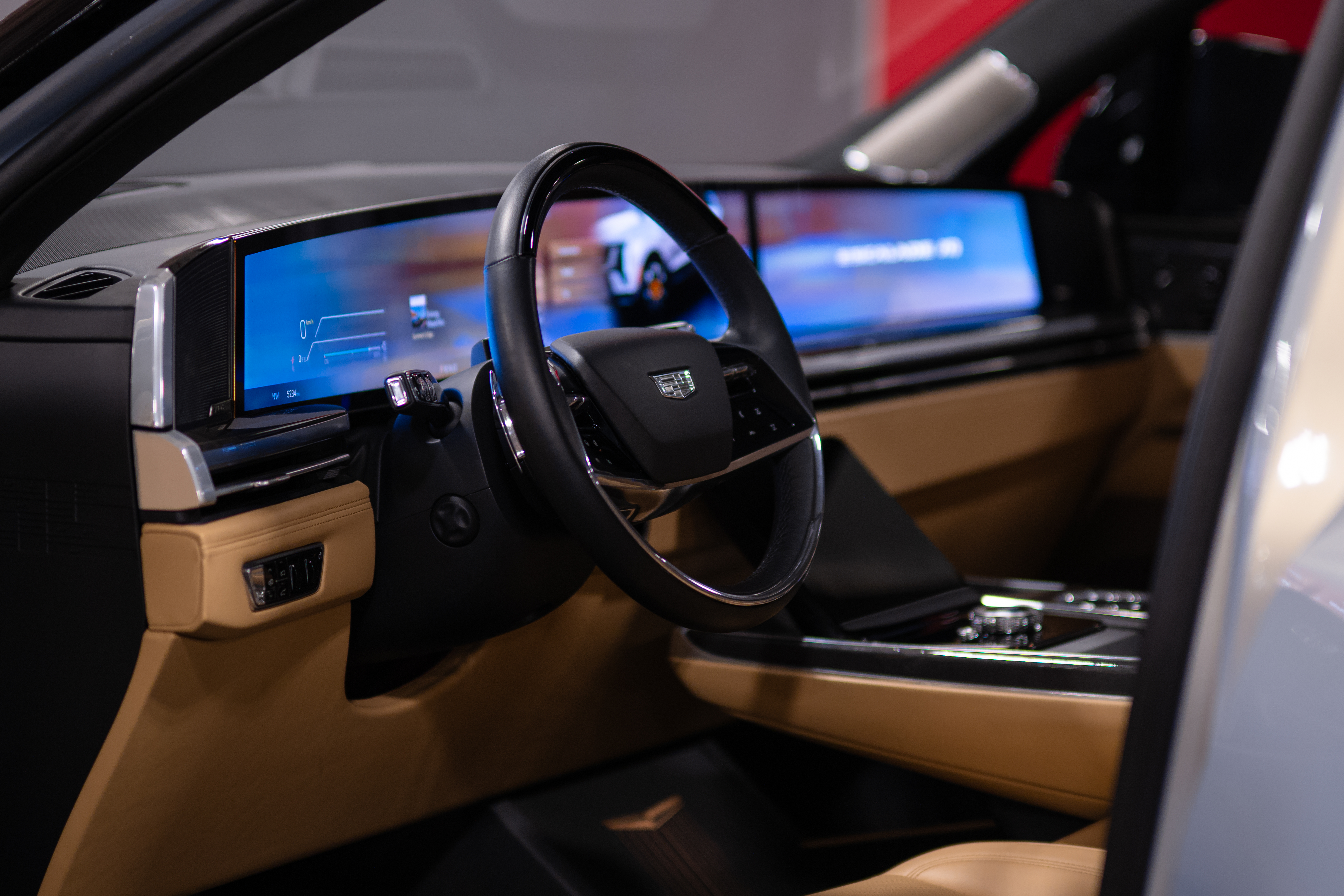
Innenraum
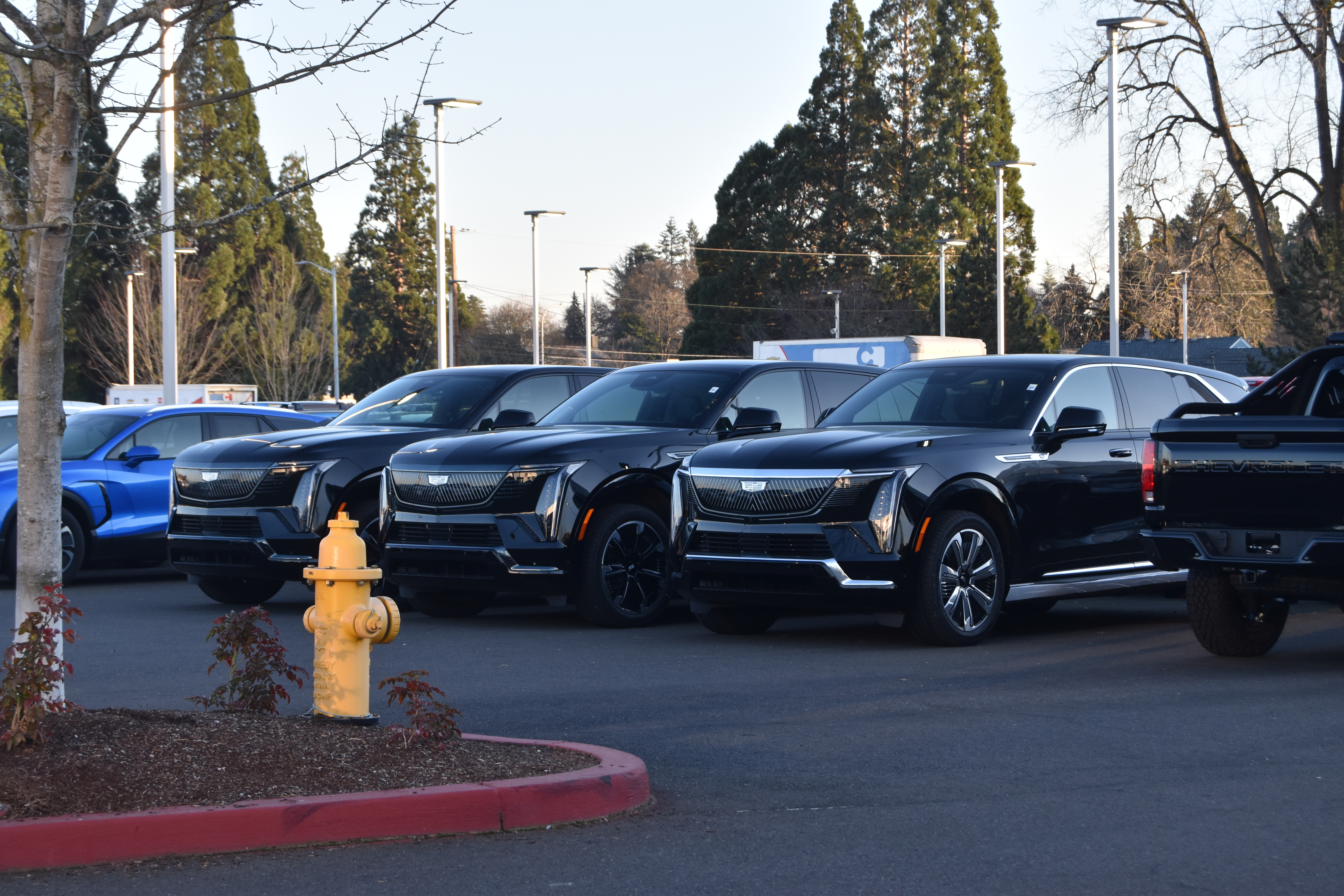
Lackiert in Black Raven